# Seihkanne

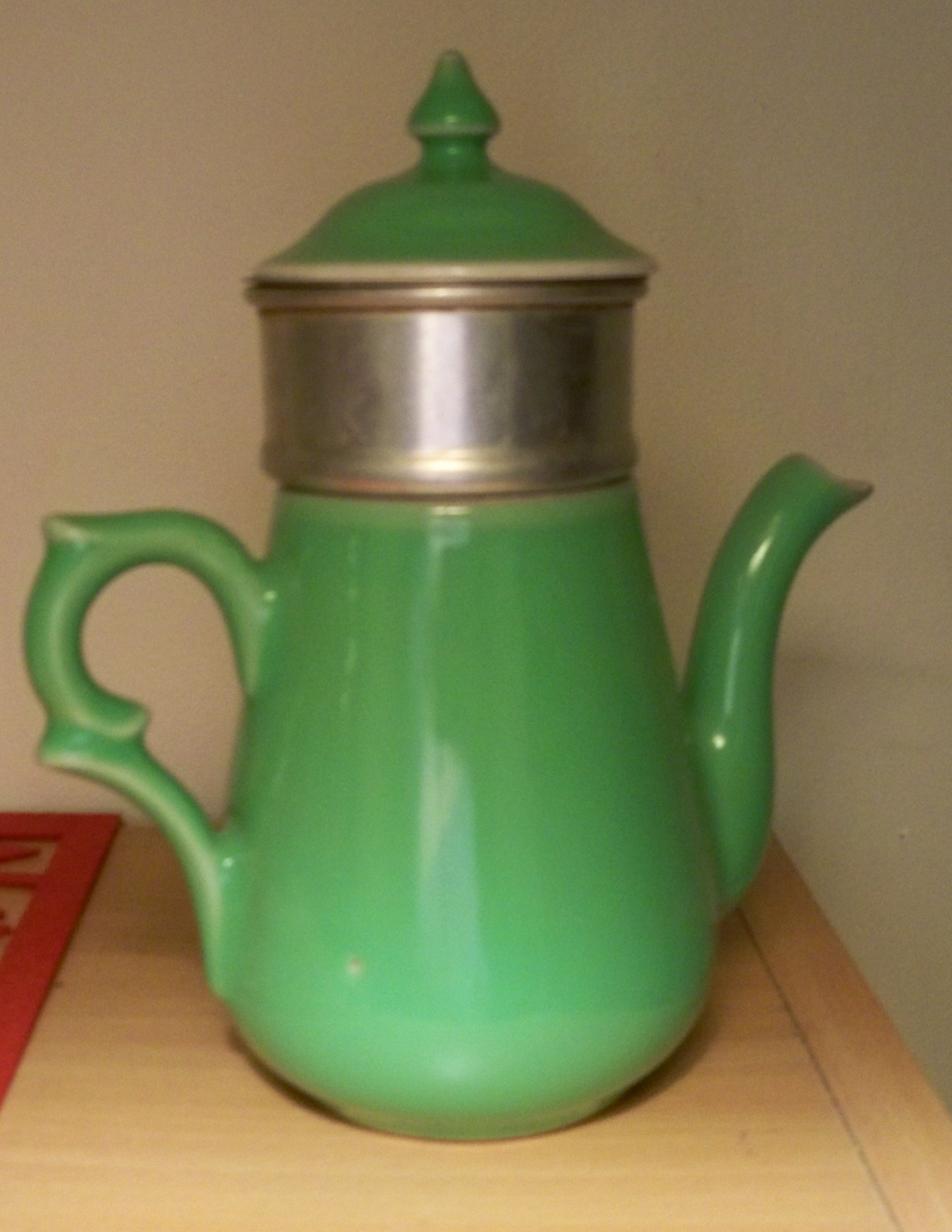
Seihkanne mit Kaffeesieb aus Metall

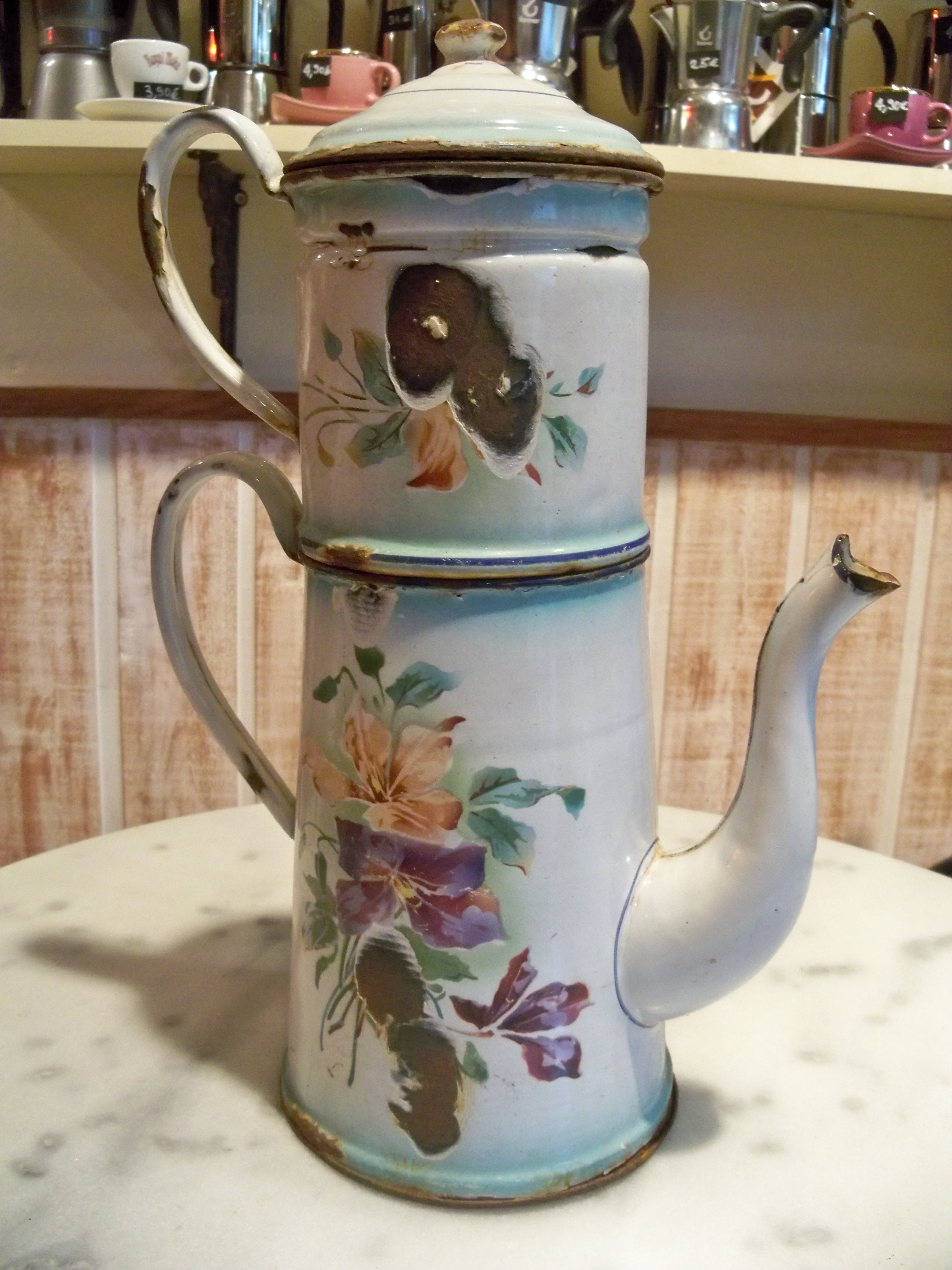
Emaillierte Seihkanne

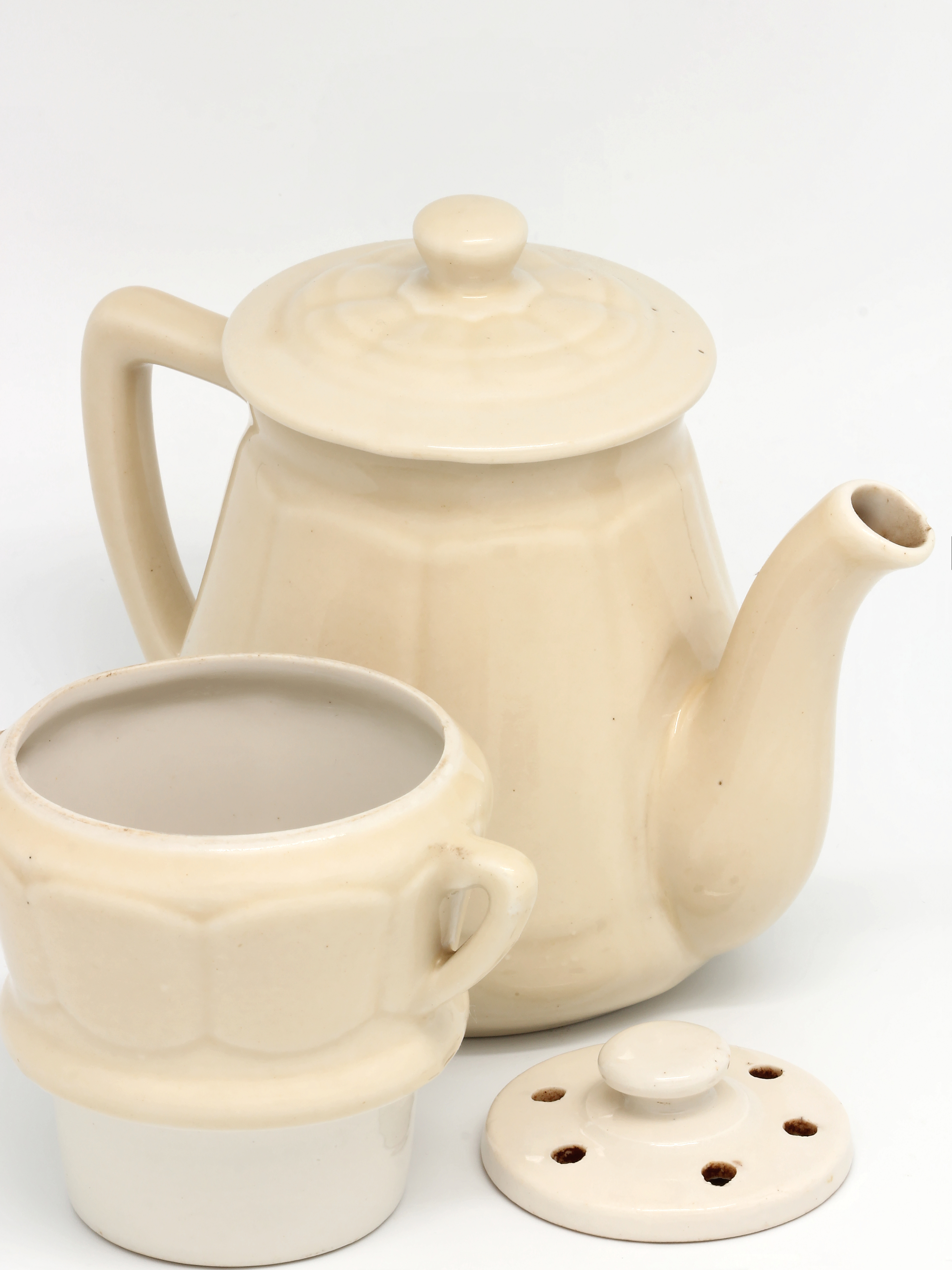
Seihkanne aus Porzellan

Als Seihkanne werden verschiedene Kaffeekannen mit aufgesetztem Kaffeefilter bezeichnet. Seihen steht dabei für filtern oder sieben.

## Französische Seihkanne
Eine Seihkanne ist eine spezielle Kaffeekanne mit einem aufgesetzten Behälter, in dem sich ein Permanent-Kaffeefilter befindet. Nach dem Durchlaufen des Kaffees kann der obere Behälter entfernt und der Kaffee aus der unteren Kanne getrunken werden. Solche Seihkannen sind in Frankreich bereits 1795 belegt. Sie wurden aus Silber, Kupfer, Zinn, aber auch aus Ton und Porzellan hergestellt. Die Erfindung dieses Geräts wird dem nordfranzösischen Apotheker und Chemiker François Antoine Henri Descroizilles zugeschrieben, der es von einem Blechschmied in Rouen herstellen ließ. Der Blechschmied soll nach Paris gegangen sein, wo seine metallene Seihkanne vom Bischof Jean-Baptiste de Belloy empfohlen wurde. Die Kanne, die zunächst aus Zinn gefertigt wurde, dann aus Silber oder Porzellan, wurde dann ab 1800 in Paris unter dem Namen „cafetière du Belloy“ bekannt. Aufgrund dieser im 19. Jahrhundert gebrauchten Namensgebung wurde die Erfindung auch dem Bischof selbst zugeschrieben.

## Napoletaner

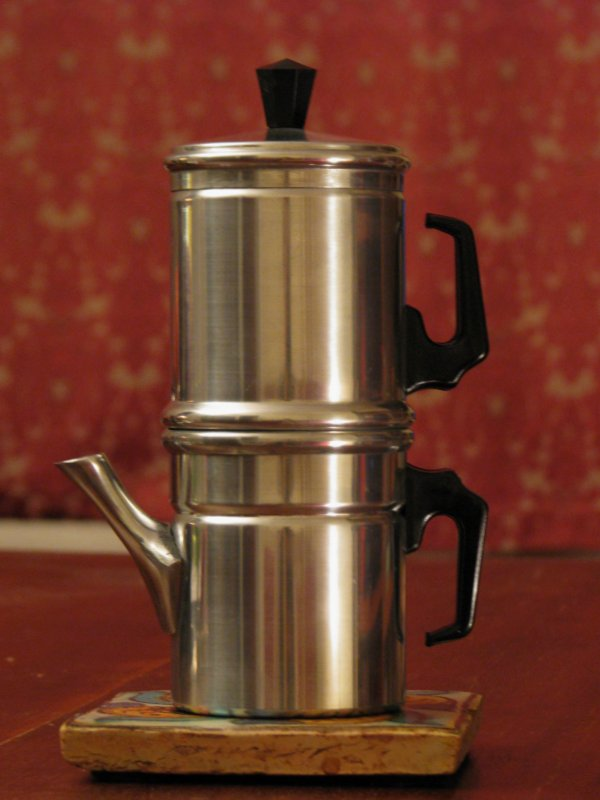
Napoletaner Seihkanne. Der Deckel wurde nur zur platzsparenden Aufbewahrung obenauf gesetzt; die Anordnung hat an dieser Stelle keine Öffnung.

Der Napoletaner, eine Kippkanne, ist eine seit 1819 existierende Variante der Seihkanne aus Metall. Dabei sind ein Topf zum Erhitzen des Wassers, ein Filter und eine Kaffeekanne so kombiniert, dass man das Gerät nach dem Erhitzen des Wassers einfach umdreht, wodurch das heiße Wasser durch den Filter in die Kanne läuft.

## Karlsbader Kaffeemaschine
Die sogenannte Karlsbader Kaffeemaschine, heute auch Karlsbader Kanne, ist eine Sonderform der französischen Seihkanne, bestehend aus vier Teilen: Kaffeekanne, Filteraufsatz, Wasserverteiler und Deckel. Charakteristisch ist die Fertigung komplett aus weißem Porzellan inklusive des speziellen, doppelt gekreuzt eng übereinanderliegenden Schlitzfilters aus durchglasiertem Porzellan (wohingegen Seihkannen nach französischem Vorbild auch aus anderen Materialien bestehen können und über gebohrte oder gestanzte runde Löcher im Filter verfügen).
Der Name Karlsbader Kaffeemaschine geht auf den tschechischen Kurort Karlsbad (heute Karlovy Vary) zurück, in dessen unmittelbarer Nähe im Jahre 1878 die erste dieser Kaffeemaschinen von der K. K. Priv. Graf Oswald von Thun'schen Porcellanfabrik (später: Porcelánka Thun 1794) in Klösterle an der Eger (heute Klášterec nad Ohří) gefertigt wurde. Das Konstruktionsprinzip wurde in den folgenden Jahrzehnten von über einem Dutzend anderer Porzellanmanufakturen aufgegriffen, die bis zur Mitte des 20. Jahrhunderts Karlsbader Kaffeemaschinen in einer Reihe ähnlicher und zum Teil zueinander kompatibler Grundformen produzierten, was die Verwendung in der Gastronomie vereinfachte. Übriggeblieben war nur die Porzellanfabrik Siegmund Paul Meyer (SPM), später als erste Bayreuther Porzellanfabrik Walküre Siegmund Paul Meyer (Walküre) firmierend, die von 1910 bis zu ihrer Insolvenz im Jahre 2019 verschiedene Karlsbader Kaffeemaschinen produzierte, darunter (mit Unterbrechung) ab 1913 die weitverbreitete birnenförmige Ausformung („Form 599“) und ab 2007 die moderner aussehende sogenannte Bayreuther Kaffeemaschine („Form 699“). Von 2020 bis zum Fabrikbrand Ende Juni 2023 wurde deren Produktion von der Friesland Porzellanfabrik übernommen.
Karlsbader Kaffeemaschinen wurden so populär, dass sie vielerorts zum Inbegriff einer Seihkanne wurden. Vor allem in den USA wurden Seihkannen unter dem Namen Karlsbader oder böhmische Kannen bekannt.
In Österreich wurde die Karlsbader Kaffeemaschine vor dem Ersten Weltkrieg in den Wiener Kaffeehäusern verwendet; mit solch einer Kanne zubereiteter Kaffee wurde Karlsbader genannt.
Die Filterung des Kaffees ohne Filterpapier erfolgt nach dem Prinzip der Kuchenfiltration. Zur erfolgreichen Verwendung in einer Karlsbader Kaffeemaschine muss das Kaffeemehl möglichst homogen „grießfein“ grobkörnig gemahlen werden, da der Filter sonst verstopfen oder Kaffeesatz in die Kanne gelangen kann.

## Melitta-Kaffeefiltriermaschinen
In den 1930er Jahren bot Melitta Kaffeemaschinen unter dem Namen Kaffeefiltriermaschine an. Sie bestanden aus einer Kanne mit Deckel und einem Filteraufsatz mit Wasserverteiler. Der Filter fasste genau so viel Wasser wie die passende Kanne und musste daher nur einmal mit kochendem Wasser gefüllt werden. Ein Nachgießen erübrigte sich, die Filtration erfolgte daher „automatisch“.
Im Gegensatz zu Seihkannen mit ihren Permanentfiltern verwendeten die Apparate von Melitta allerdings Filterpapier.